# Patty Gurdy
Patty Gurdy, pseudonimo di Patricia Büchler (Ratingen, 1997), è una cantante e musicista tedesca.

## Biografia
Nata a Ratingen, si è successivamente stabilita a Düsseldorf dove ha conseguito un baccalaureato in design della comunicazione. Nel 2014, dopo aver suonato il pianoforte e altri strumenti per molti anni, ha iniziato a suonare la ghironda, uno strumento a corde di origine medievale, iniziando a dedicarsi interamente alla musica folk.
Nel 2016 è entrata a far parte degli Harpyie, sotto lo pseudonimo Io, per poi sub-entrare successivamente nei Storm Seeker. Hanno continuato ad esibirsi insieme fino al 2018, quando Patty ha abbandonato i gruppi per focalizzarsi sulla sua carriera solista. Il suo EP di debutto Shapes & Patterns, composto da tre brani originali e tre cover, è stato pubblicato il 2 marzo 2018.
Nel 2019 è la volta dell'album di debutto Pest & Power, che viene promosso attraverso la partecipazione a vari festival musicali internazionali tra cui Smaabyfestivalen di Flekkefjord e il Tredegar House Folk Festival di Newport. Nello stesso anno ha pubblicato il brano Grieve No More, che è stato inserito nella colonna sonora della serie tv Carnival Row.
Nel 2020 ha formato il suo gruppo musicale per l'esibizioni dal vivo, denominata Patty Gurdy's Circle, in collaborazione con alcuni membri del gruppo musicale tedesco Subway to Sally, con cui ha pubblicato il singolo Kalte Winde. Tuttavia, con l'aggravarsi della pandemia di COVID-19, la formazione è stata costretta a sciogliersi.
Il 27 gennaio 2023 Patty Gurdy è stata confermata fra i nove partecipanti a Unser Lied für Liverpool, il processo di selezione del rappresentante tedesco all'Eurovision Song Contest 2023 con il brano Melodies of Hope.
Nel 2024 viene pubblicato il secondo album, Tavern. L'album contiene anche un brano cantato con Marko Hietala ("I am with you").

## Discografia

### Album in studio
- 2019 – Pest & Power
- 2024 – Tavern

### EP
- 2018 – Shapes & Patterns
- 2020 – Frost & Faeries

### Singoli
- 2019 – Run
- 2019 – Oil
- 2019 – Grieve No More
- 2020 – Kalte Winde (Come Patty Gurdy's Circle)
- 2020 – Kaufmann und Maid (con Saltatio Mortis, Sasha, Feuerschwanz, Subway to Sally, Tanzwut, Schandmaul e dArtagnan)
- 2021 – Bad Habits
- 2022 – Universe Night & Day
- 2022 – Piratehog Chant
- 2022 – Running Up That Hill (A Deal with God)
- 2022 – Melodies of Hope